# Can Fané
Can Fané és una masia habilitada com hotel de Riudarenes (Selva) inclosa a l'Inventari del Patrimoni Arquitectònic de Catalunya.

## Descripció
Es tracta d'un edifici de tipus basilical, de tres cossos amb el central més alt, amb coberta de teula àrab i cornisa catalana. El parament és de pedra vista i les finestres amb carreus ben escairats. La llinda de la porta principal porta la inscripció: "1775 Miquel Pajes y Fane".
L'edifici ha estat reformat completament però s'ha respectat l'estructura original. Els forjats són de bigues de formigó però revestits amb fusta i rajol prenent l'aparença dels originals. Les portes interiors són d'arc rebaixat de rajol vist.

## Història
L'any 2002 va ser comprat i el 2003 reformat per adaptar-lo com a hotel (de dues estrelles) pel propietari de l'Hostal Mallorquines. La reforma de les obertures es va fer reutilitzant pedres antigues d'una edificació de Fornells (Gironès).